# Ploutvenky
Ploutvenky (Chaetognatha) je kmen mořských mnohobuněčných živočichů. Jsou 0,5 – 10 cm velké, jejich tělo je rozděleno na hlavu, trup a ocas. V plavání jim pomáhají horizontální ploutvičky (jedna koncová a několik postranních). Na hlavě mají chitinové ostny určené k lapání potravy, tento orgán nebo celá hlava mohou být zakryty kápí (hood). Ploutvenky jsou dravci, kořist zabíjejí tetrodotoxinem, který v jejich hlavě produkují symbiotické bakterie rodu Vibrio. Vylučovací soustava u nich chybí, cévní soustava byla objevena nedávno. Jsou hermafroditi. Mají unikátní embryonální vývoj (heterocelie).

## Fylogeneze
Příbuzenské vztahy ploutvenek s ostatními skupinami živočichů byly dlouho nejasné. Dříve byly považovány za druhoústé. Výsledky molekulárních studií naznačovaly, že by mohly patřit do skupiny Ecdysozoa, podle Hox genů by mohlo jít o bazální skupinu Eubilaterií[zdroj⁠?!] nebo sesterskou skupinu prvoústých[zdroj⁠?!]. 
V současnosti jsou někdy řazené jako bazální skupina prvoústých, tedy před oddělením skupin Lophotrochozoa a Ecdysozoa, podle nových prací by však mohly patřit přímo do Lophotrochozoa, podle Hox genů do kladu čelistovci (Gnathifera).
K ploutvenkám býval řazen kambrický rod z Burgesských břidlic Amiskwia (třída Archisagittoidea), je ale pravděpodobné, že jim není příbuzný. Podle novějších názorů je možná blízký pásnicím (Nemertea).

## Systém
Recentní ploutvenky tvoří třídu Sagittoidea s dvěma řády – Aphragmophora a Phragmophora. Uvedený systém je tradiční, nový systém založený na molekulárních metodách (analýze DNA) publikoval Papillon a spol. v roce 2006.
- Třída: Sagittoidea
  - Řád: Aphragmophora
    - Podřád: Ctinodontina
      - Čeleď: Bathybelosidae
      - Čeleď: Pterosagittidae
      - Čeleď: Sagittidae

    - Podřád: Flabellodontina
      - Čeleď: Krohnittidae

  - Řád: Phragmophora
    - Čeleď: Bathyspadellidae
    - Čeleď: Eukrohniidae
    - Čeleď: Krohnittellidae
    - Čeleď: Spadellidae